# Como (Illinois)
Como es un lugar designado por el censo ubicado en el condado de Whiteside en el estado estadounidense de Illinois. En el Censo de 2010 tenía una población de 567 habitantes y una densidad poblacional de 189,54 personas por km².

## Geografía
Como se encuentra ubicado en las coordenadas 41°45′59″N 89°45′55″O / 41.76639, -89.76528. Según la Oficina del Censo de los Estados Unidos, Como tiene una superficie total de 2.99 km², de la cual 2.77 km² corresponden a tierra firme y (7.53%) 0.23 km² es agua.

## Demografía
Según el censo de 2010, había 567 personas residiendo en Como. La densidad de población era de 189,54 hab./km². De los 567 habitantes, Como estaba compuesto por el 97.71% blancos, el 0.53% eran afroamericanos, el 0.18% eran amerindios, el 0.35% eran asiáticos, el 0% eran isleños del Pacífico, el 0.88% eran de otras razas y el 0.35% pertenecían a dos o más razas. Del total de la población el 7.41% eran hispanos o latinos de cualquier raza.